# Крихка куля

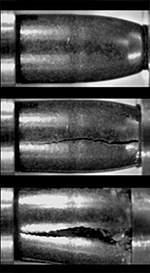
Фотографії які демонструють як крихка куля ламається під дією високошвидкісних хвиль

Крихкі кулі розроблені для того, щоб утворити велику кількість фрагментів при попаданні в ціль для зменшення проникнення в об'єкт. Малі фрагменти зупиняються швидше, якщо не потрапляють у ціль і мають менше шансів уразити об'єкт на деякій відстані від цілі.
Більшість куль розсипаються при зустрічі з твердою ціллю. Такі кулі були створені через те, що деформовані свинцеві та мідні кулі мають здатність рикошетити від твердих об'єктів.  Руйнування кулі може відбутися на дозвуковій швидкості. Спроба обжимання крихкої кулі в гільзі набою може зруйнувати її. Крихкі кулі можуть зруйнуватися під час процесу заряджання самозарядного пістолета; також часто при стрільбі з револьвера куля може зруйнуватися при покиданні барабана і входженні у ствол.

## Виробництво
Кулі виробляються зі суміші порошків металів  (зазвичай олова, міді, цинку й/або вольфраму), спресованих при кімнатній температурі для отримання матеріалу з високою щільністю. Через можливості руйнування кулі при обжимці в гільзі використовують механічне з'єднання й холодне зварювання для прямого пресування кулі в гільзу або в метальний заряд, з або без оболонки.
Альтернативні методи виробництва включають термічну обробку або спіканням порошків металів при температурах нижчих від температури плавлення або зв'язування порошкоподібного металу за допомогою клею або полімеру при литті під тиском.

## Ураження цілі
Руйнування кулі відбувається за рахунок передачі енергії при попаданні в ціль. За достатньої швидкості, кулі можуть розпорошитися при ударі. Через те, що небагато зброї може надати кулі необхідну швидкість для руйнування, адже зі збільшенням дистанції зменшується швидкість, тому для руйнування крихких куль на низьких швидкостях використовують інші механізми. Також на руйнування кулі впливають характеристики цілі. Енергія, накопичена для ініціювання механізму руйнування, обмежена швидкістю при якій ціль зупиняє кулю; такі кулі можуть проходити через гнучкі, крихкі перешкоди або матеріали низької щільності без втрати енергії, яка потрібна для руйнування. Кулі повинні протистояти руйнуванню під час носіння, заряджання і стрільби до ураження цілі; тому такі кулі повинні мати не ламкі оболонки для захисту крихкого ядра.  Оболонка може рикошетити, але без руйнації крихкого ядра. Крихкі експансивні кулі можуть пробивати одежу, гіпсокартон та тонкі листи сталі; але часто руйнуються при потраплянні у скло.
Крихкі кулі можуть вражати важкі цілі. Ступінь пошкодження зростає зі збільшенням швидкості удару кулі. Передача енергії в точці удару може зруйнувати крихкі цілі, а також може тимчасово пом'якшити й постійно деформувати піддатливі матеріали. Кристалічна структура цілі може бути змінена для збільшення пошкодження цілі наступними кулями. Сталеві мішені розроблені, щоб протистояти гвинтівочним набоям можуть бути пошкоджені кулею зі швидкістю понад 820 м/с; і кулі з нижчою швидкістю можуть пошкодити сталеві цілі призначені для пістолетів або патронів кільцевого запалення.
Крихкі кулі можуть вражати живі цілі створюючи рани схожі на дію звичайних куль. Деякі ураження м'яких тканей схожі на ураження кулями з суцільнометалевою оболонкою. Деякі можуть ламати кістки при руйнуванні. Мисливські кулі мають крихке ядро для ураження цілі після того як захисна оболонка проходить у м'які такнини або рідини. Крихкі кулі при влучанні в живі тканини викликають дуже серйозні рани. Розривні кулі можуть пошкодити або пробити особову броню, яка призначена протистояти традиційним свинцевим кулям.